# Norges riksregalier

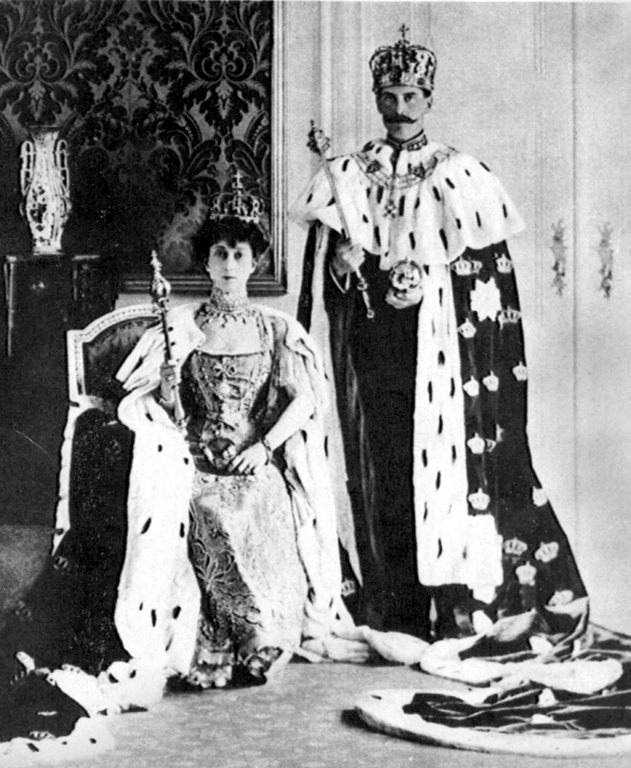
Kung Håkon VII och drottning Maud iförda de norska riksregalierna efter kröningen 1906.

Norges riksregalier symboliserar monarkins överhet och värdighet i Norge. Kronan symboliserar kungamakten, spiran världslig makt, äpplet herredömet och svärdet krigsmakten.

## Kungens regalier
- Kronan, som är av guld, anskaffades av Karl XIV Johan (i Norge krönt som Karl XIV Johan, men på senare tid kallad Karl III Johan) till hans kröning 1818 och gjordes av svenske guldsmeden Adolf Zethelius (1781–1864). Den är av en så kallad sluten modell besatt med bland annat ametister och topazer. Mitt fram sitter en stor grön turmalin som var en gåva från brasilianska konsuln i Stockholm till Karl XIV Johan. På toppen sitter ett kors av ametister.

- Spiran införskaffades också till Karl XIV Johans kröning och det var också Adolf Zethelius som var guldsmeden. Spiran är 75 centimeter lång och väger 700 gram. Den har en genombrutet lövverk på toppen och ett miniatyräpple med ett litet kors. Den är gjord i förgyllt silver.

- Äpplet är av en vanlig typ; runt och odekorerat. På toppen sitter ett korsförsett miniatyräpple. Runt äpplets "ekvator" är det en liten bård med rosor. Den är gjord i förgyllt silver. Höjden är 14 centimeter, diametern 10 centimeter och vikten 384 gram.

- Smörjningshornet användes endast vid kröningen av Karl XIV Johan. Det är gjort i förgyllt silver.

- Rikssvärdet skänktes av Karl XIV Johan för att det skulle bli en del av riksregalierna.

Det var kung Karl XIV Johan själv som bekostade regalierna.

## Drottningens regalier
Inför drottning Desiderias kröning 1830 köpte den norska staten in drottningens regalier, men eftersom kröningen aldrig ägde rum så var det vid drottning Lovisas kröning 1860 som de för första gången användes.
- Kronan gjordes i Stockholm 1830, av en guldsmed som hette Erik Lundberg (1792–1870) och är av en öppen modell. Den är dekorerad med pärlor, topaser och ametister. På toppen sitter det ett pärlkors.

- Spiran gjordes av guldsmeden Erik Lundberg (1792–1870) i Stockholm. Den är gjord i förgyllt silver med 27 slipade ametister och en liten safir som dekoration. Längden är 70 centimeter och den väger 574 gram.

- Äpplet är gjort i Stockholm och är rikare dekorerat än kungens äpple. Den har 18 fasettslipade ametister runt magen och sidorna och på toppen sitter ett miniatyräpple i blå emalj med ett litet pärlkors på. Den är av förgyllt silver och höjden är 16 centimeter, diametern 10 centimeter och vikten 436 gram.

## Kronprinskronan (Arvfurstekronan)

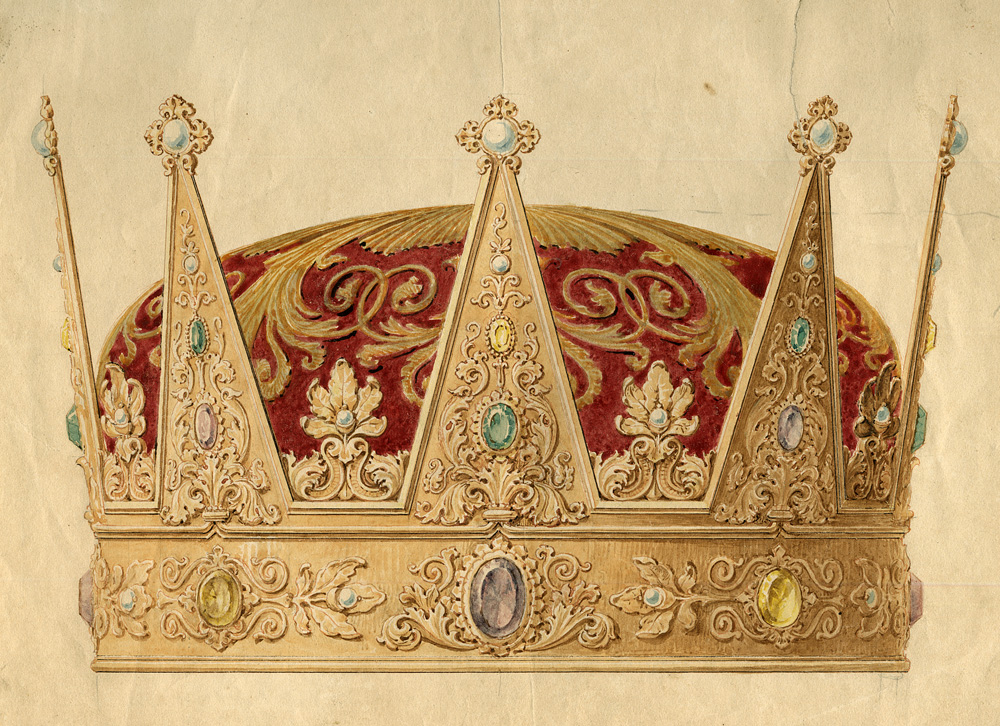
Konstnären Johannes Flintoes teckning av den nya norska arvfurstekronan 1846.

Kronprinskronan är den enda av Norges riksregalier som aldrig har blivit använd. Den var tänkt att användas av kronprins Karl (som senare blev Karl XV). Det var den norske guldsmeden, Herman Colbjørnsen Øyset (1808–1881) som fick uppdraget 1846 att göra kronan. Den är av en öppen modell och gjord i guld. Den har åtta upprättstående spetsar och är dekorerad med pärlor, ametister och topaser. Höjden är 15 centimeter. Diametern är 18 centimeter x 21 centimeter och den väger 1030 gram.

## Annat
Man kan också räkna in de två riksbaneren och kröningstronen från 1818 som en del av riksregalierna. Norge har också kröningsdräkter. År 1846 beviljade Stortinget att köpa in nya dräkter för att de gamla hade blivit fuktskadade. Den sista gången de blev använda var vid kröningen 1906.
Idag kan man se Norges riksregalier på Erkebispegården i Trondheim.